# Polygala oophylla
Polygala oophylla är en jungfrulinsväxtart som beskrevs av Joseph Blake. Polygala oophylla ingår i släktet jungfrulinssläktet, och familjen jungfrulinsväxter. Inga underarter finns listade i Catalogue of Life.